# 루카 모드리치
루카 모드리치(크로아티아어: Luka Modrić, 크로아티아어 발음: [lûːka mǒːdrit͡ɕ], 1985년 9월 9일~)는 크로아티아의 축구 선수이다. 현재 이탈리아 세리에 A의 AC 밀란 소속이며, 크로아티아 국가대표팀의 현 주장이다. 모드리치는 주로 중앙 미드필더 역할을 수행하지만, 공격형 미드필더나 수비형 미드필더로도 플레이 가능하며, 보통 플레이메이커로 배치된다. 모드리치는 축구사 최고의 미드필더들 중 한 명이자, 크로아티아 역사상 최고의 축구 선수로 손꼽힌다.
자다르 출신으로 모드리치는 고향 구단의 유소년 아카데미에서 인상적인 활약을 보이고는 2002년에 디나모 자그레브로 이적했다. 그는 자그레브에서도 발전을 거듭해 즈린스키 모스타르와 인테르 자프레시치로 임대를 떠났었다. 그는 2005년 디나모 소속으로 첫 경기를 가진 후, 3시즌 연속 리그 우승과 컵대회 우승을 맛보았으며, 2007년에는 프르바 HNL 올해의 선수로도 선정되었다. 2008년, 그는 프리미어리그의 토트넘 홋스퍼에 입단했다. 가레스 베일과 그는 거의 50년만에 처음으로 구단의 UEFA 챔피언스리그 진출을 이룩했고, 2010-11 시즌에는 대회 8강까지 올려 놓았다.
2011-12 시즌 후, 그는 £33M에 레알 마드리드로 이적해 카를로 안첼로티 감독의 지휘 하에 소속 구단이 10번째 유러피언컵 우승할 수 있도록 공헌했다. 지네딘 지단이 마드리드에 부임한 후, 모드리치는 2016년부터 2018년까지 팀이 챔피언스리그 3연패에 결정적인 영향을 미쳤으며, 매년 시즌의 팀 일원으로 선정되었다. 2016년 라 리가 시상식에서 두 번째 "최우수 미드필더상"을 받은데 이어, 2017년에는 UEFA 클럽 풋볼 어워드에서 "최우수 미드필더"로 선정되었다. 2015년, 모드리치는 FIFA 세계 XI로 선정된 최초의 크로아티아인이 되었고, 2016년과 2017년에도 같은 업적을 되풀이했으며, 2016, 2017년에는 UEFA 올해의 팀에도 선정되었다.
모드리치는 2006년 3월, 아르헨티나와의 경기에서 크로아티아 국가대표로 첫 경기를 치렀고, 이탈리아와의 친선경기에서 첫 국가대표팀 득점을 기록했다. 그는 이후로 UEFA 유로 2008, 2012, 2016, 2020 과 2006년 FIFA 월드컵, 2014, 2018, 2022를 포함해 크로아티아가 본선에 진출한 모든 대회에 참가했다. UEFA 유로 2008에서 그는 대회의 팀 일원으로 선정된 두 번째 크로아티아인이 되었다. 첫 두 월드컵에서는 조별리그 탈락했으나, 2018년 월드컵에서 모드리치는 주장으로서 크로아티아를 사상 첫 결승전으로 이끌며 준우승을 차지했다. 그리고 그는 대회 최고의 선수에게 수여하는 골든 볼을 수상했다. 그는 여섯 차례 크로아티아 올해의 축구 선수로도 선정되었는데, 다보르 슈케르와 함께 이 상을 가장 많이 받은 인물이다.

## 유소년 시절
루카 모드리치는 1985년 9월 9일 출생해 당시 유고슬라비아 사회주의 연방공화국의 일부였던 크로아티아 사회주의 공에화국의 자다르에서 멀지 않은 마을인 자톤 오브로바츠키 인근의 소규모 촌락 모드리츠이의 오두막에서 유년 시절을 보냈다. 그는 항공정비사 스티페 모드리치와 직물 노동자 라도이카 사이에서 장남으로 태어났다. 그의 유년 시절은 크로아티아 독립 전쟁 시기와 겹쳤다. 1991년, 전쟁이 고조되자 그의 가족은 고향을 떠났다. 그의 부친은 크로아티아 육군으로 입대했다. 모드리치의 조부 루카와 6명의 어르신 민간인들이 1991년 12월, 크로아티아의 세르비아 반군에게 예세니스 마을에서 총살당했다.
모드리치의 가족은 피난길에 올라 콜로바레 호텔에서 7년을 머물다가, 자다르의 이즈 호텔로 이동했다. 수천 개의 수류탄이 도시를 강타하는 당시 축구는 현실 도피의 유일한 수단이었다. 루카 모드리치 본인의 말에 따르면, 그는 당시 다른 많은 아이들을 친구로 사귀고 그의 부모님이 유년 시절에 악영향을 끼치지 못하도록 신경써서 전쟁을 느끼지 못했다고 회고했다. 이 어려운 상황에서도, 모드리치는 축구를 시작해, 주로 호텔 주차장에서 공을 찼다. 1992년, 그는 초등학교와 체육 아카데미에 동시에 입학했고, 후자의 경우 가족이 가진 것이 조금밖에 되지 못하는데도 불구하고 입학금을 지원했고, 간혹 삼촌이 지원해주기도 했다. 그의 가족의 지지로, 그는 대표단 훈련에 참가해 자다르에 입단했다. 그는 도마고이 바시치 감독과 토미슬라브 바시치 유소년 아카데미 수장의 지도를 받았다. 토미슬라브 바시치는 모드리치가 "운동계에서 아버지처럼 지내는 인물"로, 모드리치 부친의 형편이 어려웠기에 그에게 목재 정강이 보호대를 만들어 주었다고 말했지만, 모드리치 본인은 이 과거담을 부인하고 있다. 너무 어리고 "체중 미달"이라 판단되었기에, 그는 달마티아 지역의 최고 명문인 스플리트의 하이두크 스플리트와 계약하지 못했다. 이탈리아의 유소년 대회를 비롯해 재능을 몇 차례 선보인 후, 토미슬라브 바시치는 16세가 된 2001년 말에 모드리치가 디나모 자그레브에 입단하도록 도왔다.
디나모 자그레브의 유소년 아카데미에서 한 시즌 지낸 후, 모드리치는 2003년에 보스니아 헤르체고비나 프리미어리그의 즈린스키 모스타르로 임대되었다. 이 시기에 그는 자신의 다재다능한 경기 방식을 이용해 불과 18세의 나이에 보스니아 헤르체고비나 프리미어리그 올해의 선수로 선정되었다. 모드리치는 이후 "보스니아 리그에서 축구를 할 수 있으면 어디서든지 뛸 수 있다." 라고 자신의 신체 조건을 짚어 말했다. 이듬해, 그는 크로아티아의 인테르 자프레시치로 임대되었다. 그는 그 곳에서 한 시즌을 보냈고, 소속 구단이 크로아티아 1부 리그 준우승을 차지하고, 현 UEFA 유로파리그인 UEFA컵의 예선 진출권을 확보하는데 도움을 주었다. 그는 2004년 크로아티아 올해의 신인 선수로도 선정되었다. 2005년, 그는 디나모 자그레브에 복귀했다.

## 구단 경력

### 디나모 자그레브
2005-06 시즌, 모드리치는 디나모 자그레브와 자신의 첫 장기간 계약을 체결했는데, 유효 기간은 10년이었고, 계약으로 나온 급여로 자다르에 살 곳을 장만해 피난민 생활을 청산했다. 그는 디나모의 1군 주전 지위를 확보해, 31경기에 나서 7골을 넣고 리그 우승에 공헌했다. 2006-07 시즌, 모드리치는 비슷한 활약을 펼쳐 디나모의 리그 정상 방어에 일조했는데, 그는 에두아르두 다 시우바의 주요 득점 공급원으로서, 프르바 HNL 올해의 선수로 선정되었다. 그 다음 시즌, 그는 디나모의 UEFA컵 2007-08 경기에 참가해 본선 진출을 정조준했다. 최종 라운드인 플레이오프전에서, 모드리치는 아약스를 상대로 한 2차전 원정 경기에서 페널티킥을 넣었고, 경기는 정규 시간이 지나고 1-1 무승부로 끝났다. 디나모는 연장전 접전 끝에 동료 마리오 만주키치의 두 골이 터지면서 3-2 승리를 거두어 플레이오프전을 통과했다. 그러나, 디나모 자그레브는 조별 리그가 한계였다. 스타디온 막시미르에서 치른 그의 마지막 안방 경기에서, 모드리치는 기립 박수를 받았고, 지지자들은 그의 응원 깃발을 들어올렸다. 그는 디나모에서의 4년 동안 리그에서 31골 29도움을 기록했고, 특히 2007-08 시즌에는 소속 구단의 흐르바츠키 쿠프 우승에 공헌했고, 리그를 28점차로 우승했다. 모드리치는 바르셀로나, 아스널, 첼시의 제의를 받았으나, 결정을 내리기 위해 며칠을 고민했다.

### 토트넘 홋스퍼

#### 2008–09 시즌

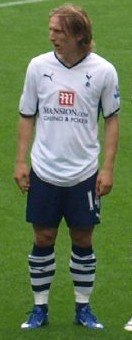
2008년, 첼시와의 경기에 도열한 모드리치

2008년 4월 26일, 모드리치는 토트넘 홋스퍼 이적 조항에 동의했다. 그는 후안데 라모스가 첫 여름 이적 시장에 데려온 첫 선수이며, 이적이 확정된 2008년 여름의 첫 프리미어리그 선수였다. 6년 계약을 체결한 후, 토트넘은 그를 영입하기 위해 £16.5M을 지출했는데, 그에 따라 2007년에 대런 벤트를 영입하며 세운 구단의 최고 이적료 기록과 동률을 이루었다. 모드리치는 8월 16일에 프리미어리그 공식 경기에 출전했는데, 토트넘은 강변 경기장에서 열린 미들즈브러와의 2008-09 시즌 첫 경기에서 1-2로 패했다.
모드리치는 토트넘에 서서히 적응해 나갔다. 그는 초기에 무릎 부상을 당했고, 언론에 의해 "체중 미달"로 낙인찍혔으며, 아르센 벵어도 이 의견에 동조했다. 그의 부진한 기량과 겹쳐, 그 자신과 슬라벤 빌리치 크로아티아 국가대표팀 감독의 우려를 야기했다. 모드리치는 본래 등번호 10번의 역할을 맡았지만, 윌손 팔라시오스와 좌측 측면을 맡도록 임무가 변경되었다. 토트넘 동료였던 톰 허들스톤은 나중에 "그의 다재다능함은 그에게 축복일 수도 저주일 수도 있었지만, 그는 자신의 위치 그 이상으로 활약할 정도로 그렇게 특화되어 있었다"라고 회고했다.
해리 레드냅 감독이 부임하면서, 모드리치는 자신이 더 친숙한 중앙 혹은 좌측으로 치우쳐진 미드필더를 맡았고, 선수단에 더 큰 영향을 더 불어너어 자신의 축구 재능을 더 꽃피울 수 있게 되었는데, 예를 들어 10월 29일, 철천지 원수 아스널과의 경기에서 4-4로 비길 때 보인 활약과 같다. 이 경기를 기점으로, 그의 기량은 획기적으로 향상되었고, 그의 구단이 리그에서 거두는 성적 역시 개선되었다. 레드냅은 모드리치가 그의 선수단에 미치는 영향을 되짚었고, 크로아티아의 플레이메이커를 중심으로 선수단을 새로 개편할 계획이 있다고 밝혔다. 모드리치는 2008년 12월 18일, 스파르타크 모스크바와의 UEFA컵 경기에서 토트넘 첫 공식 골을 기록했고, 경기는 2-2 무승부로 끝났다. 그는 12월 21일 뉴캐슬 유나이티드전에서 첫 프리미어리그 득점을 올렸지만 패했고, 2009년 1월 2일, 안방에서 이긴 위건 애슬레틱과의 FA컵 3라운드 경기와 2009년 4월 25일에 맨체스터 유나이티드 원정에서 패한 경기에도 골을 넣었다.
모드리치를 디나모 자그레브 시절의 임무에 맡기면서, 그는 더 효율적으로 영감을 주는 활약을 펼쳤는데, 스토크 시티전과 헐 시티전에서 맹활약을 펼쳤고, 5월 21일 첼시와의 경기에서는 1-0 결승골의 주인공이 되기도 했다.

#### 2009–10 시즌
2009-10 시즌을 앞두고 레드냅 감독은 모드리치를 언급하며, "[그는] 엄청난 선수이자, 감독들이 원하는 대상이며, 다 또한 마찬가지이다. 그는 악마처럼 훈련에 임하고도 불평하지 않는데, 공이 있든 없든 경기장에 배치되면 수비수를 속임수나 패스로 무력화할 수 있다. 그는 상위 4개 구단중 어느 팀으로 가도 이상하지 않고, 그는 이번 시즌에 더 좋은 활약을 펼칠 것이다"라고 장담했다. 2009년 8월 29일, 2-1로 이긴 버밍엄 시티전에서 모드리치는 종아리 부상이 의심되어 경기 도중 빠지게 되었다. 그 다음 날, 몯트리치는 오른쪽 종아리뼈가 골절된 것으로 확인되었고, 그는 6주 동안 현장에 나가지 못하게 되었다. 그는 12월 28일, 웨스트 햄 유나이티드와의 런던 더비 경기에 복귀했고, 전에 부상당했던 다리로 11분에 골을 넣어 토트넘의 2-0 승리에 일조했다. 그는 2010년 2월 28일, 에버턴과의 홈경기에서도 골을 기록했고, 번리와의 5월 9일 원정 경기에서 패할 때에도 1골을 추가했다.
2010년 5월 30일, 모드리치는 2016년까지 유효한 6년 짜리 계약을 새로이 맺었다. 그는 "토트넘 홋스퍼는 저에게 프리미어리그에 참가할 기회를 주었고, 여기에서 그들과 큰 성공을 거두고 싶습니다. 예, 다른 대형 구단의 제의도 있었지만, 저는 어디 갈 생각이 없습니다. 지난 시즌 상위 4개 구단으로 끝냈고, 우리가 한 구단으로서의 현 주소를 나타내며, 저는 더 개선하고 토트넘에서 모든 것을 이룩할 것입니다." 라고 말했다.

#### 2010–11 시즌

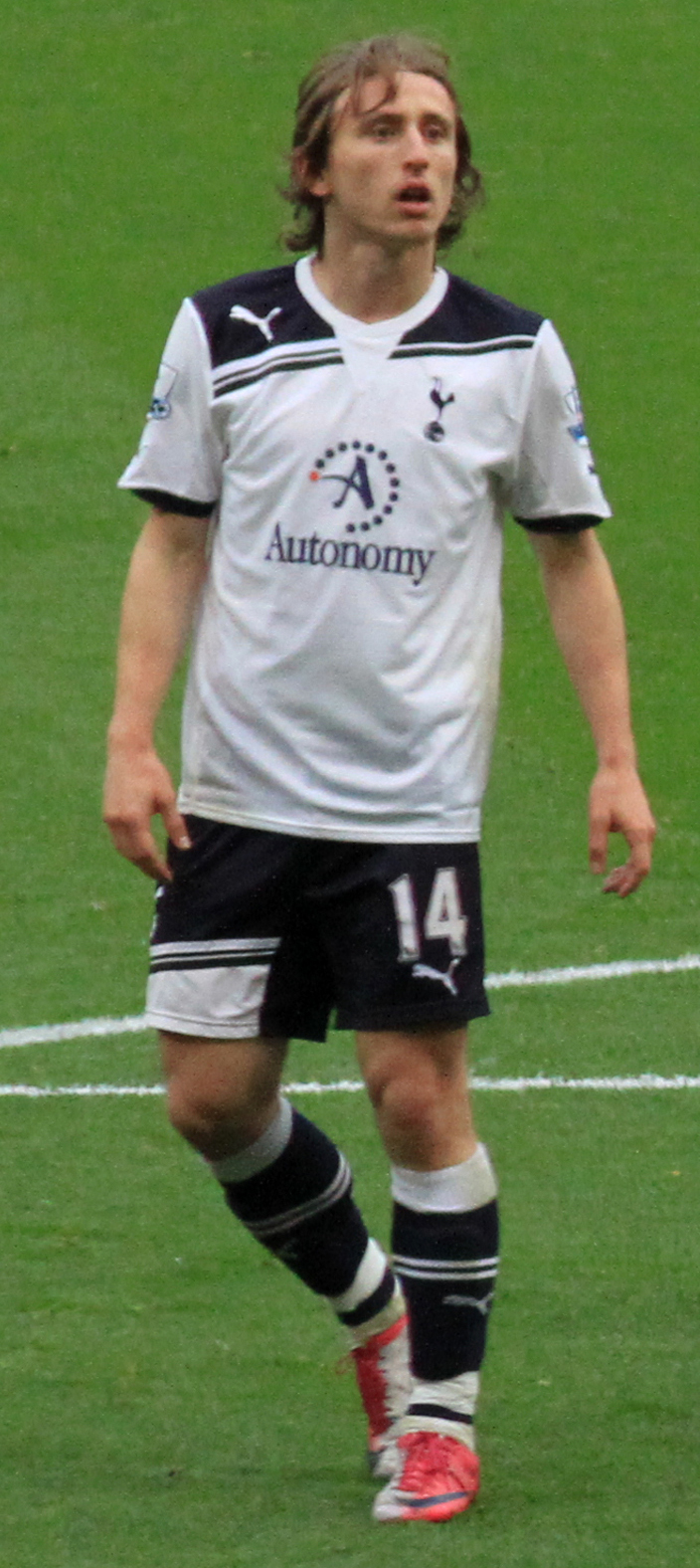
2010년, 토트넘 경기에 출전한 모드리치.

2010년 9월 11일, 모드리치는 1-1로 비긴 웨스트 브로미치 앨비언과의 원정 경기에서 2010-11 시즌 첫 골을 기록했다. 11월 28일, 리버풀과의 홈경기에서, 모드리치는 나중에 리버풀 수비수의 자책골로 판정된 한 골을 기록했다. 2011년 1월, 화이트 하트 레인에서 맨체스터 유나이티드와 비긴 후, 레드냅은 모드리치에 대해 입을 열며 "그는 믿을 수가 없습니다. 훌륭합니다. 그는 대단한 축구 선수이며, 가장 좁은 공간에 상대에게 둘러싸여도 공을 간수할 수 있으며, 상황을 종결지을 수 있습니다. 그는 세계 어느 상대를 만나도 대적할 수 있습니다"라고 칭찬했다. 모드리치는 4월 9일, 3-2로 이긴 스토크 시티와의 경기에서도 1골을 추가했고, 5월 15일, 안필드의 리버풀을 상대로 2-0으로 이긴 경기에서는 페널티킥을 성공시켰다.
모드리치는 토트넘의 UEFA 챔피언스리그 데뷔 시즌에 선전을 도왔다. 10월 20일, 주세페 메아차에서 벌어진 인테르나치오날레와의 첫 만남에서, 그는 조기에 부상당해 나갔고, 소속 구단은 가레스 베일의 훌륭한 개인기로 추격했지만 3-4로 졌다. 11월 2일, 안방에서 재회했을 때, 모드리치는 넓은 공간을 최대한 활용해 경기를 지배해 나갔다. 그는 판 데르 파르트의 선제골 기회를 창출해 도왔고, 경기는 3-1 승리로 끝났다. 모드리치는 베르더 브레멘과의 다음 경기에서는 토트넘의 추가골을 기록했다. 밀란과 득점 없이 비긴 후, 토트넘은 이어지는 레알 마드리드와의 8강전에서 패해 탈락했다.
모드리치는 2010-11 시즌 동안 32번의 프리미어리그 경기를 뛰어 3골을 넣고 2번의 도움을 주었으며, 경기당 62.5번의 패스로 토트넘 선수로는 가장 많은 경기당 평균 패스를 기록했고, 이 패스의 정확도는 87.4%에 달했다. 시즌 종료 후, 모드리치는 토트넘 홋스퍼 올해의 선수로 선정되었다. 알렉스 퍼거슨 맨체스터 유나이티드 감독은 모드리치가 올해의 선수로 선정되었어야 했다고 말했다.

#### 2011–12 시즌
2011년 중, 모드리치는 토트넘의 런던 경쟁 구단인 첼시로부터 처음에 £22M에, 나중에는 £27M 이적 제의를 받았지만, 대니얼 레비 회장에 의해 모두 거절되었다. 제의가 거절된 후, 모드리치는 구단이 "대형 구단"의 제의를 흥미롭게 받아들인다고 대니얼 레비와 "신사적 합의"를 보았으며 런던을 가로 질러 이적할 수 있다면 기꺼이 하겠다고 선언했다. 여름 이적시장이 열린 기간동안 모드리치가 0-3으로 패한 맨체스터 유나이티드와의 첫 경기를 치르는 것을 거부하면서 그의 거처가 추측 대상이 되었다. 모드리치는 그의 "머리가 잘못된 곳으로 왔다" 라며 첼시로의 이적 시도를 강행했다. 이적 시장 마지막 날, 첼시의 £40M 제의가 또다시 거절되었다.
"저는 여러 감정을 느끼며 구단과 지지자들의 사랑을 받고 여기에서 4년을 보냈습니다. 저는 토트넘에서의 모든 순간을 즐겼습니다. 하지만 한 순간에 우리는 더 위로 도약하기 위해 한 걸음 앞으로 내딛어야 합니다."
이적에 실패한 후, 해리 레드냅 감독은 모드리치에게 자신의 임무에 집중하도록 말했고, 그는 주전으로 배치되었다. 9월 18일, 리버풀과의 안방 경기에서 토트넘 시즌 1호골을 넣었는데, 그는 22미터 거리에서 골을 넣어 4-0 승리에 일조했다. 2012년 1워 14일, 모드리치는 울버햄프턴 원더러스와의 경기에서도 한 골을 넣어 1-1로 경기를 끝냈다. 1월 31일, 위건 애슬레틱과의 경기에서는 첫 골을 긴 패스로 돕고, 추가골을 18미터 거리에서 직접 넣어, 3-1 승리를 견인했다. 같은 경기에서 그는 그는 "이 주의 팀" 일원으로 선정되었다. 모드리치는 볼턴 원더러스와의 5월 2일 원정 경기 막판에 지면에 공이 떨어지기 전에 강하게 차 22미터 전방의 골문을 열었고, 경기는 4-1 압승으로 끝났다.

### 레알 마드리드

#### 2012–13 시즌
2012년 8월 27일, 레알 마드리드는 토트넘과 협상 끝에 £30M대의 이적료로 합의를 보았다고 발표했다. 모드리치는 스페인 구단과 5년 계약을 체결했다. 이틀 후, 그는 산티아고 베르나베우에서 벌어진 바르셀로나와의 수페르코파 데 에스파냐 2012 2차전 경기에서 메수트 외질과 83분에 교체로 들어가 첫 공식 경기를 치렀다. 마드리드는 이 경기에 이겼고, 모드리치는 구단 합류 발표가 난 지 36시간 만에 새 거처에서 첫 트로피를 획득했다. 첫 경기를 긍정적으로 치렀지만, 주제 모리뉴 감독 체제에서 애로가 많았는데, 그가 시즌 전 기간동안 오랜 협상에 참가하면서 시즌 전 훈련이 부족했던 것이 요인으로 추정되었다. 베테랑 미드필더들인 샤비 알론소와 사미 케디라가 수비형 미드필더로, 메수트 외질이 공격형 미드필더로 배치되어, 모드리치의 입지는 부족했고, 처음 몇 달 동안 대게 교체로 출전하거나 자신에 맞는 임무 외의 것을 주로 수행했다. 그의 첫 레알 마드리드 UEFA 챔피언스리그 경기는 9월 18일 맨체스터 시티전으로, 마드리드가 3-2로 이겼다. 11월 3일, 모드리치는 레알 사라고사와의 라 리가 경기에서 막판에 확인사살골을 넣어 4-0 승리에 마침표를 찍었다. 11월 17일, 모드리치는 50미터 전방으로 공을 찔러넣어 카림 벤제마의 골을 도왔지만, 나중에 혼 아우르테네체 보르데의 자책골로 정정되었다. 이 골은 아틀레틱 빌바오전 선제골로, 경기는 5-1 완승으로 끝났다. 그가 치른 가장 인상적인 경기는 12월 4일, 아약스와의 UEFA 챔피언스리그 2012-13 조별 리그 경기로, 그는 크리스티아누 호날두와 호세 카예혼이 넣은 골을 멀리서 배급해주어 도왔고, 경기는 4-1 승리로 끝났다.

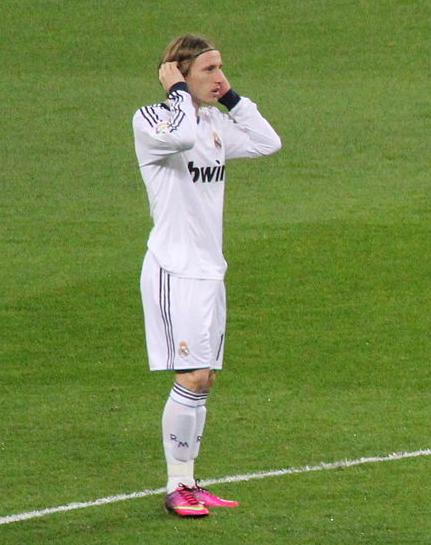
2013년, 세비야를 상대하는 레알 마드리드의 모드리치.

2013년 3월 2일, 모드리치는 리그의 최대 경쟁 구단인 바르셀로나와의 안방 경기에 레알 마드리드의 선발진 일원으로 출전했다. 그는 코너킥으로 세르히오 라모스의 82분 결승골을 도와 레알 마드리드의 고전 더비 경기 승리에 일조했다. 3월 5일, 모드리치는 올드 트래퍼드에서 벌어진 맨체스터 유나이티드 10명의 선수들과의 UEFA 챔피언스리그 원정 16강 2차전 경기에 후반전 교체로 나왔다. 마드리드가 한 골 끌려가는 와중에, 모드리치는 22미터 지점의 먼 거리에서 골망을 갈라 승부를 원점으로 돌려 경기의 승패를 좌우했고, 레알 마드리드는 2-1로 이겨 합계 3-2로 8강에 진출했다. 이 경기는 모드리치의 레알 마드리드 생활에 전환점을 마련했다. 3월 16일, 그는 마요르카전에서도 비슷하게 훌륭한 활약을 펼쳤는데, 27미터 지점에서 공이 지면에 내려오기 전에 강하게 차 넣어 레알 마드리드가 앞서나가기 시작했다. 경기는 레알 마드리드의 5-2 승리로 끝났다. 모드리치는 도르트문트와의 UEFA 챔피언스리그 2연전에서 모두 선발로 나섰다. 4월 24일에 벌어진 1차전에서는 공격형 미드필더로 임무를 수행했지만, 경기에 별로 큰 영향을 미치치 못하였고, 1-4 패배로 끝났다. 4월 30일, 2-0으로 이긴 2차전에서는 후방 플레이메이커를 맡아, 공격진에게 패스를 공급하고 여러 차례 기회를 창출했다. 그는 이 경기에서 가장 좋은 평점을 받은 선수였다. 2013년 3월을 기점으로 모드리치가 중원에서 미치는 영향은 계속해서 커져갔고, 그는 선수단 내에서 가장 많은 패스를 공급한 선수로 기록되었다. 5월 8일, 그는 코너킥으로 선제골을 도왔고, 4번째 골을 스스로 넣어 말라가전 6-2 승리에 공헌했다.

#### 2013–14 시즌

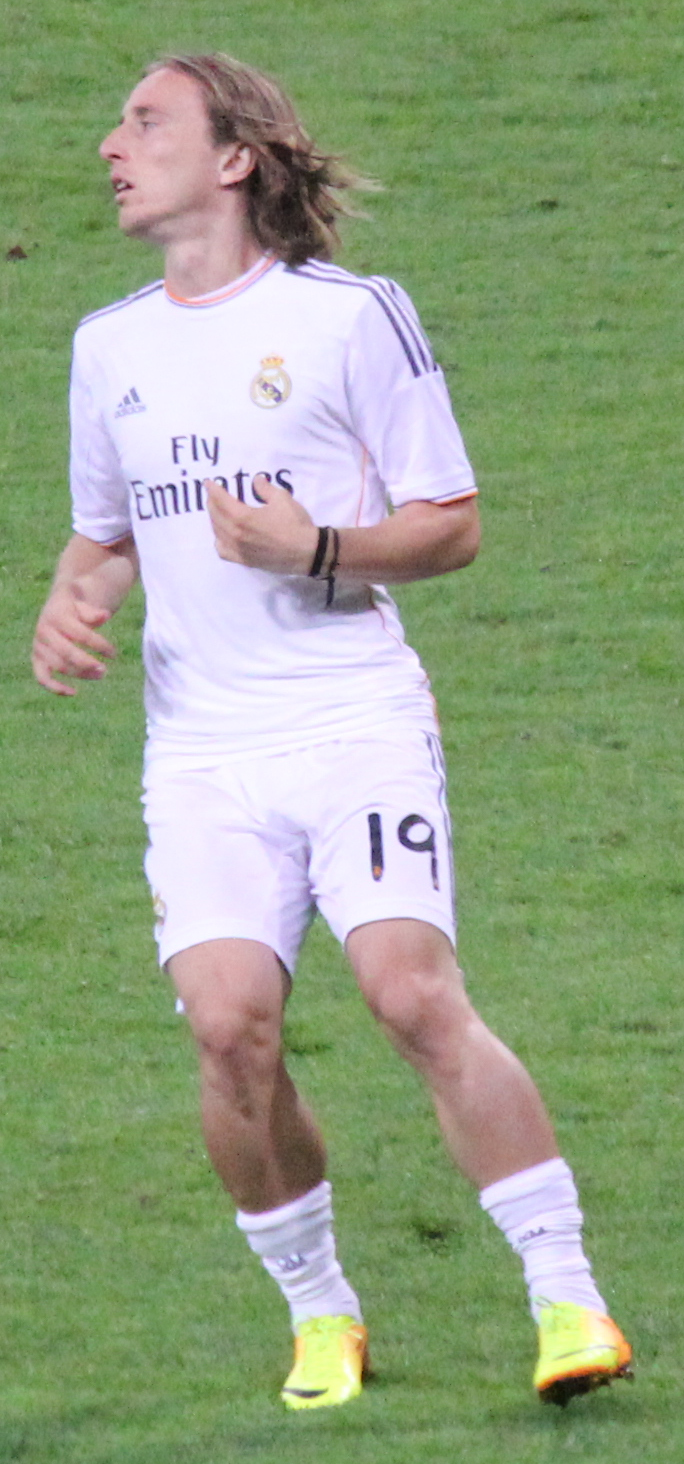
2013년, 9월 28일, 아틀레티코 마드리드와의 라 리가 경기에 임하는 모드리치

카를로 안첼로티 신임 감독이 지휘봉을 잡으면서, 모드리치는 더 많은 출전 기회를 보장받았고, 수비와 공수에 균형을 이루기 위해 알론소와 중원에 짝지어졌다. 그는 꾸준히 선수단 내에서 가장 효율적으로 패스를 공급하는 선수로, 라 리가 통계에 의하면 정확도가 90%에 육박했으며, 선수단 내에서 가장 많은 공을 회수하기도 했다. 그는 쾨벤하운과의 UEFA 챔피언스리그 조별 리그 최종전에서 시즌 1호골이자, 이적 이후 통산 5번째 골을 기록했는데, 이 5골이 모두 페널티 구역 밖에서 나왔다. 모드리치는 3-0 승리를 거둔 헤타페와의 원정 경기에서 스페인 리그 시즌 1호골을 득점했고, 이는 그의 페널티 구역 밖에서 기록한 6번째 골이었다. 모드리치는 코파 델 레이 2013-14 결승전에 레알 마드리드 측으로 출전한 선수로, 이 경기에서 바르셀로나를 2-1로 이겼다.
UEFA 챔피언스리그 8강 1차전에서, 모드리치는 공을 가로챈 뒤 크리스티아누 호날두의 쐐기골을 도왔고, 레알 마드리드는 안방에서 도르트문트를 3-0으로 완파했다. 이 골은 승부처가 되었는데, 레알 마드리드는 2차전에서 0-2로 패했지만, 합계 3-2로 앞서면서 다음 라운드 진출에 성공했다. 구단에서의 100번째 경기에서, 모드리치는 선제골을 도와 바이에른 뮌헨과의 UEFA 챔피언스리그 준결승 2차전 4-0 승리에 공헌해, 레알 마드리드가 12년만에 처음으로 결승에 진출하게 만들었다. 그는 준결승 1, 2차전에 모두 UEFA 이 주의 팀 일원으로 선정되었다. 모드리치는 5월 24일에 열린 2014 UEFA 챔피언스리그 결승전 경기에서 또다시 코너킥으로 동료 세르히오 라모스의 93분 동점골을 도왔다. 레알 마드리드는 연장전 끝에 아틀레티코 마드리드를 4-1로 이기고 구단의 10번째 UEFA 챔피언스리그 우승의 오랜 염원을 이룩했다. 그는 UEFA 챔피언스리그 시즌의 팀에 이름을 올렸고, LFP 시상식에서 스페인 라 리가 "최우수 미드필더"로 선정되었다.

#### 2014–15 시즌
2014년 11월, 모드리치는 레알 마드리드와 2018년까지 유효한 계약을 새로 맺었다. 알론소가 떠나면서, 그는 새로 들어온 토니 크로스와 협력하게 되었다. 레알 마드리드는 세비야와의 UEFA 슈퍼컵에서 이기는 것으로 시즌을 시작했고, 모드리치는 두 차례 베일의 득점을 도왔는데, 한 번은 레알 소시에다드와의 라 리가 경기에서, 또 한 번은 바젤과의 UEFA 챔피언스리그 경기에서였다. 2-0으로 이긴 비야레알과의 원정 경기에서는, 모드리치가 페널티 구역 외곽에서 통산 7호골을 기록했다.
11월 말, 모드리치는 이탈리아와의 국가대표팀 경기에서 허벅지 부상을 당한 채 돌아왔고, 그는 3달 간 활동하지 못했다. 그는 2015년 3월 초에 복귀해 7경기를 선발로 나서며 기량이 녹슬지 않았음을 증명했다. 4월 21일, 3-1로 이긴 말라가와의 안방 경기에서, 그는 오른쪽 무릎의 인대가 늘어나면서 5월까지 또 휴식을 취하게 되었다. 그의 부상으로, 이 시즌에 기록한 레알 마드리드의 22경기 연승 행진이 끝났다. 그의 부재와 주전 선수들과 교체 요원들과의 실력 격차 문제는 레알 마드리드의 라 리가와 UEFA 챔피언스리그 우승 실패로 직결되었다. 안첼로티 감독은 "새 해가 시작하고 나서 대부분의 경기에서 모드리치의 부재를 뼈저리게 느꼈고, 큰 대가를 치렀습니다"라고 말했다. 모드리치가 경기에 끼치는 영향이 확인되었고, 그는 프로 선수들에 의해 FIFA 세계 XI로 선정되었다.

#### 2015–16 시즌
안첼로티의 후임으로 라파엘 베니테스가 되었고, 그의 임기에 모드리치는 주요 미드필더로서의 활약을 이어나갔다. 모드리치는 9월, 11월, 그리고 12월에 돕는 것으로 시작되었고, 4-3으로 이긴 샤흐타르 도네츠크와의 UEFA 챔피언스리그 원정 경기에서는 득점을 추가했다. 10월 국가대표팀 경기에서 서혜부 근육 부상을 당한 후, 그는 2주에서 3주간 빠질 것으로 전망되었으나, 파리 생제르맹과의 10월 20일 경기를 일정에 맞추어 완쾌해 복귀했다.
지네딘 지단이 2016년 1월에 새로이 지휘봉을 잡으면서, 두 선수-감독관의 관계는 언론에 밝혀진 바로, 모드리치가 "경기의 달인"으로 묘사된 것으로 보여졌고, 공격과 수비 간의 중추적인 "연골 고리"로 임무를 수행했다. 처음 세 경기인 데포르티보전, 스포르팅 히혼전, 그리고 레알 베티스전에서 앞의 두 경기는 비기고, 남은 한 경기는 비기면서, 모드리치는 기회 창출 능력, 위치 선정, 그리고 경기에 영향력을 미치는 전체적 성과로 찬사를 받아 그 가치가 증명되었다. 2월 7일, 모드리치는 페널티 구역에서 또 득점을 올려 그라나다 원정 경기 2-1 승리에 일조했다.
그는 UEFA 챔피언스리그 2015-16의 우승 주역으로 활약했다. 그는 UEFA 챔피언스리그와 라 리가 시즌의 팀에 이름을 올렸다. 그는 LFP 시상식에서 생에 두 번째로 라 리가 "최우수 미드필더"에 선정되었다. 그는 생애 두 번째로 FIFA 세계 XI의 일원으로 선정되었고, 처음으로 UEFA 올해의 팀 일원이 되었다.

#### 2016–17 시즌
10월 18일, 모드리치는 레알 마드리드와의 계약을 연장해 2020년까지 구단과 동행하게 되었다. 9월 중순, 모드리치는 왼쪽 무릎 부상을 당해 11월 초까지 8경기에 결장했다. 12월 18일, 선수단과 함께 FIFA 클럽 월드컵 2016을 우승하고, 뛰어난 활약을 펼쳐 실버 볼을 받았다. 2017년 3월 12일, 베티스에 2-1로 이긴 경기에서, 모드리치는 레알 마드리드 소속으로 200번째 경기를 치렀다.
그는 마드리드의 2016-17 시즌의 라리가와 UEFA 챔피언스리그 2016-17의 우승 과정에 주연으로 활약했고, 후자 대회의 결승전에서는 호나우두의 추가골을 도왔다. 그는 UEFA 챔피언스리그 올해의 팀 일원으로 선정되었다. 모드리치는 UEFA 챔피언스리그를 3번 우승한 최초의 크로아티아인이 되었다. 그는 UEFA 클럽 축구 시상식에서 UEFA 챔피언스리그 최우수 미드필더상을 받았고, FIFA 세계 XI에 생애 3번째로 명단에 이름을 올렸다. UEFA 올해의 선수 경쟁에서는 4위를, 2017 발롱도르에서는 5위를 차지했다.

#### 2017–18 시즌
모드리치는 새 시즌 시작을 앞두고 본래 자신이 쓰던 19번 유니폼을 대신해 화려한 이력을 지니고, 하메스 로드리게스가 바이에른 뮌헨으로 떠나게 되면서 공석이 된 10번 새 주인이 되었다. 12월, 그는 선수단과 함께 FIFA 클럽 월드컵 2017을 우승하고, 뛰어난 활약을 펼쳐 골든 볼을 받았다. 그의 시즌 첫 번째 골은 7대 1로 승리한 데포르티보와의 1월 21일 경기에서 나왔다. 모드리치는 리버풀과의 UEFA 챔피언스리그 2017-18 결승전에 선발로 나서 팀의 3연패를 달성했고, 3년 연속 UEFA 챔피언스리그 올해의 팀 일원으로 선정되었다. 2018년 7월, 모드리치의 레알 마드리드 유니폼은 크리스티아누 호날두가 이탈리아 클럽 유벤투스로 떠난 후 팀에서 가장 많이 팔린 것으로 보도되었다.

## 국가대표팀 경력

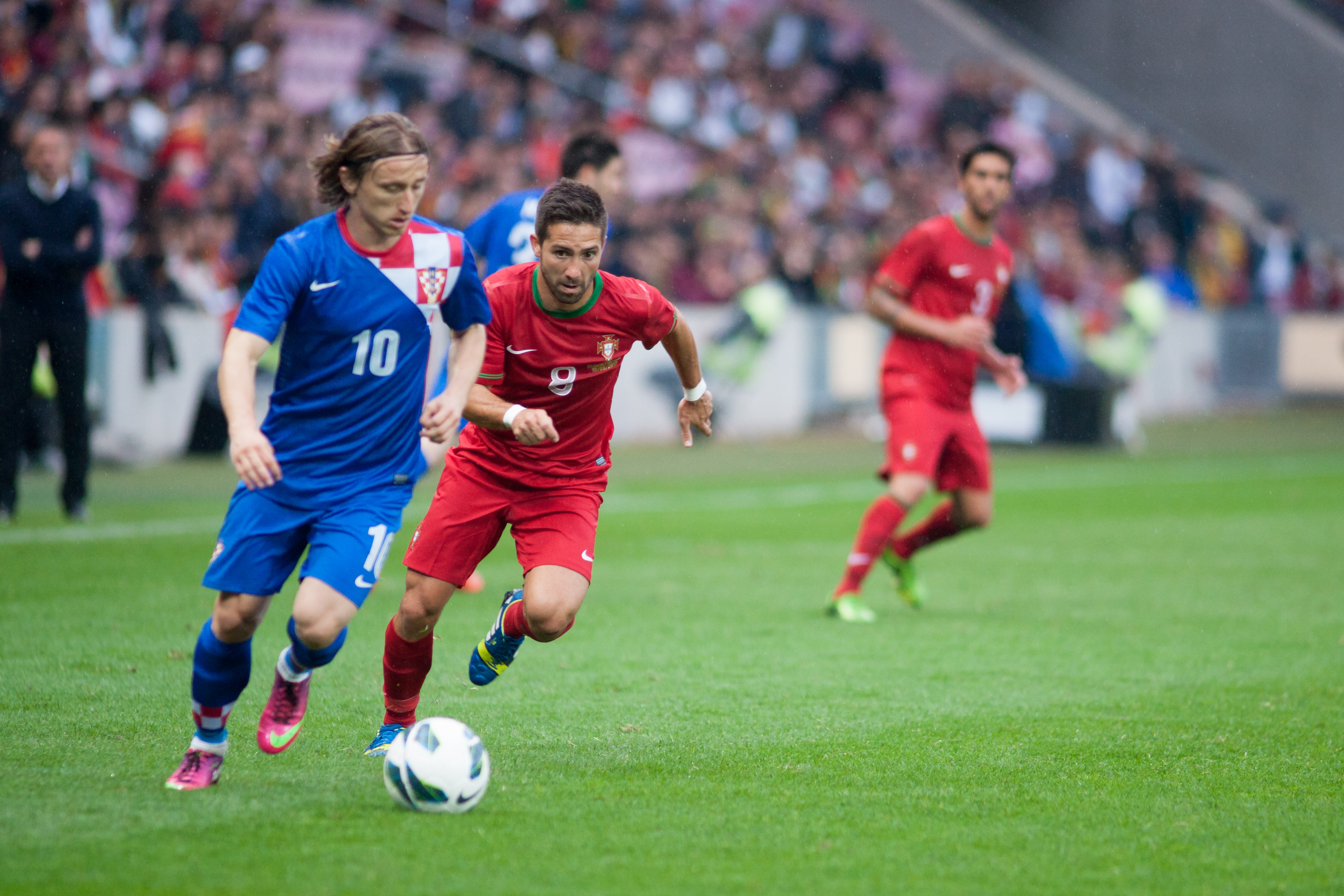
2013년 6월 10일 친선전에서 포르투갈의 조앙 모티뉴와 공을 경합하는 모드리치

모드리치는 여러 연령대의 청소년 국가대표팀에서 활약했는데, 그는 크로아티아의 U-17, U-19, 그리고 U-21 대표로 출전한 경험이 있다. 그는 2006년 3월 1일, 스위스 바젤에서 열린 아르헨티나와의 친선경기에서 크로아티아 성인 국가대표팀 신고식을 치렀고, 이 경기에서 크로아티아가 3-2로 이겼다.
월드컵에는 통산 4회 출전했다. 2010년 FIFA 월드컵에는 크로아티아가 지역 예선에서 탈락하는 바람에 출전하지 못했으며, 2014년부터 3회 연속으로 나섰다. 니코 코바치와는 2006년 대회에서 선수로, 2014년 대회에서 감독과 선수 사이로 함께했다.

### 2006년 FIFA 월드컵
모드리치는 2006년 FIFA 월드컵 조별리그 2경기에 출전하며 월드컵 무대에 데뷔했으며, 모두 로테이션 멤버로 나섰다. 1차전인 브라질전에는 결장했고 2차전인 일본전과 3차전인 오스트레일리아전에 교체로 나섰다.
독일 월드컵을 마감하고 슬라벤 빌리치가 크로아티아의 새 감독으로 부임한 후, 모드리치는 국가대표팀 경기에 더 중요한 존재가 되었다. 그는 2006년 8월 16일 리보르노에서 이탈리아와 친선전에서 A매치 데뷔골을 신고하며 크로아티아의 2-0 승리를 도왔다.

### UEFA 유로 2008
모드리치는 국가대표팀에서 맹활약하며 자리를 확고이 했다. 그는 인상적인 활약으로 크로아티아의 UEFA 유로 2008 예선전을 성공리에 끝냈는데, 이 중에는 잉글랜드에 안방과 원정에서 모두 이긴 것도 포함한다. 신예 미드필더로, 다수는 모드리치를 기대주로 꼽았다. 그는 대체로 "크로아티아의 크라위프"라는 수식어가 붙었다. 모드리치는 크로아티아의 UEFA 유로 2008 첫 골을 기록했는데, 2008년 6월 8일, 오스트리아와의 경기에서 4분에 페널티킥을 성공시켜 1-0 승리를 이끌었다. 그는 UEFA 유럽 축구 선수권 대회 역사상 최단시간 페널티킥을 성공시켰다. 그는 대회 전부터 우승 후보로 지목되었으며 나중에 준우승을 차지한 독일과의 다음 조별 리그 경기에서도 인상적인 활약을 이어가 크로아티아의 승리를 이끌었고, UEFA에 의해 경기 최우수 선수로 선정되었다. 터키와의 8강전에서, 모드리치는 연장 종료까지 1분을 남겨놓은 상황에서 터키의 노련한 뤼슈튀 레치베르 골키퍼의 실책을 이용해 동료 이반 클라스니치가 선제골을 넣을 수 있도록 공을 띄워주었지만, 얼마 지나지 않아 세미흐 셴튀르크에게 동점골을 허용했다. 이어지는 승부차기에서, 모드리치는 첫 주자로 나왔지만 멀리 날려 실축했고, 여기서 터키한테 1-3으로 졌다. 대회 후, 모드리치는 UEFA 대회의 팀으로 이름을 올렸고, 그는 다보르 슈케르에 이어 이 명단에 이름을 올린 두 번째 크로아티아인이 되었다.

### UEFA 유로 2012
2010년 FIFA 월드컵 예선전에서 모드리치는 카자흐스탄, 안도라, 그리고 우크라이나와의 경기에서 총 3골을 넣어 이비차 올리치, 이반 라키티치, 그리고 에두아르두 다 시우바와 함께 크로아티아의 예선 최다 득점자가 되었다. 그러나, 크로아티아는 우크라이나에게 밀려 플레이오프전도 못 치르고 탈락했다. UEFA 유로 2012 예선전 경기에 모두 출전하고 이스라엘전에 득점한 모드리치는 아일랜드, 이탈리아, 그리고 스페인과의 본선 조별 리그 경기에 출전했지만, 다음 라운드에 진출하지 못했다. 그가 가장 인상적인 활약을 펼친 경기는 스페인전이었다. 그는 경기에서 중요한 역할을 맡아 빌리치 감독은 모드리치의 활용을 극대화해 스페인 축구의 강세에 저항하려 들었다. 모드리치는 이 경기에서 가장 인상적인 순간이 왔는데, 공을 중앙선 부근에서 잡은 뒤 스페인 중원 3인방을 지나쳐 우측으로 질주하여 페널티 구역에 도달한 뒤, 또다시 수비수를 제치고, 이반 라키티치에게 16미터 크로스를 넘겼지만, 이케르 카시야스가 라키티치의 슛을 막았다. 크로아티아가 조별 리그를 통과하지 못함에 따라, 모드리치는 대회의 팀에 이름을 올리지 못했지만, 텔레그래프는 그를 준결승전 전까지 그를 최우수 11인에 이름을 올렸고, 그의 활약상은 평론가들로부터 호평을 받았다.

### 2014년 FIFA 월드컵
모드리치의 크로아티아는 플레오프전 끝에 2014년 FIFA 월드컵 본선행을 확정지었다. 크로아티아는 브라질, 멕시코, 그리고 카메룬과 A조에 들어갔다. 크로아티아는 브라질과 개막전에서 맞대결을 펼쳤지만, 1-3으로 패했고, 모드리치는 경미한 발부상을 입었다. 크로아티아는 2차전에서 4-0으로 이겨 반동했지만, 멕시코와의 최종전에서 1-3으로 패해 크로아티아 국민들의 높은 기대에도 불구하고 결선 진출에 실패했다.

### UEFA 유로 2016
UEFA 유로 2016 예선전에서 모드리치는 3년 만에 처음으로 크로아티아 국가대표팀 골을 올렸는데, 그의 29번째 생일날 몰타를 상대로 장거리에서 때려 득점을 올렸고, 아제르바이잔과의 경기에서는 페널티킥으로 1골을 추가했다. 2015년 3월 3일, 모드리치는 생에 처음으로 국가대표팀 경기에 주장 완장을 차고 임했고, 아제르바이잔 원정에서 무승부를 거두었다.
대회 본선에서, 모드리치는 터키와의 크로아티아 조별 리그 1차전 경기에서 지면에 착지하지 않은 공을 25미터에서 결승골로 때려넣었다. 그리 함으로써, 그는 두 차례의 UEFA 유럽 축구 선수권 대회에서 득점을 기록한 최초의 크로아티아인이 되었는데, 그는 앞서 2008년 대회에서 오스트리아를 상대로 골을 넣었었다. 그는 경기 최우수 선수로 선정되었다.

### 2018년 FIFA 월드컵
크로아티아의 2018년 FIFA 월드컵 유럽 지역 예선 I조에서 모드리치는 2번째 예선에서 그리스를 상대로 페널티골을 득점하여 월드컵을 위하여 자신의 팀이 합격할 수 있도록 하였다. 크로아티아는 아르헨티나, 아이슬란드와 나이지리아의 곁에 D조에 놓였다. 토너먼트가 열리는 동안 동료 선수 이반 라키티치와 마리오 만주키치와 더불어 모드리치는 크로아티아의 두번째 "황금 세대"로서 언급되었다. 나이지리아를 상대로 크로아티아의 오프닝 우승에서 모드리치는 다시 한번 성공적으로 페널티골을 득점하고 "매치의 남자"로 임명되었다. 그는 또한 이어서 25 야드 (23m)로부터 장거리에 달하면서 크로아티아의 아르헨티나에 3 대 0의 우승에서도 득점하여 "매치의 남자"로 다시 임명되었다. 아이슬랜드를 상대로 최종의 조별 경기에서 나오면서 토너먼트의 전반전에서 그의 상연들은 조별 경기의 최고 선수로서 포포투, 데일리 텔레그래프와 ESPN에 의하여 그를 랭킹에 놓은 것을 보았다.
7월 1일 덴마크를 상대로 16강전에서 1 대 1로 비기면서 모드리치는 연장의 후반전에서 페널티 지역으로 데려와진 안테 레비치를 위하여 골을 득점하는 기회를 창조하였으며, 모드리치는 페널티를 차지하려고 속행하였으나 그의 스트라이크는 카스페르 슈마이켈에 의하여 세이브 되었다. 하지만 뒤이어 일어난 페널티 총격전이 열리는 동안 모드리치는 자신의 페널티킥을 득점하는 데 제법 해내고 페널티에서 3 대 2의 승리에 이어 8강전으로 진출하였다. 7월 7일 개최국 러시아를 상대로 준준결승전에서 모드리치는 코너킥으로부터 도마고이 비다를 위하여 연장전에서 보조를 마련하고, 2 대 2의 비김에 이어 승리적인 페널티 총격전에서 다시 한번 득점하였다. 그는 토너먼트에서 3번째로 "매치의 남자"로 임명되었다. 7월 11일 잉글랜드를 상대로 준결승전에서 크로아티아는 연장전에서 2 대 1의 승리에 이어 역사상 처음으로 월드컵 결승전에 진출하였다. 결승전에 열리기 2일 전 모드리치가 여러 선수의 가장 많은 마일을 달리고 하나의 매치에 가장 많은 드리블은 물론 창조된 챈스들에 의하여 3위를 하고, 자신의 팀에서 상대 선수의 절반에서 패스를 완료하였다고 보고되었다. 7월 15일 결승전에서 크로아티아가 프랑스에게 4 대 2로 패하였어도 모드리치는 토너먼트의 최고 선수로서 골든볼 상을 수상하였다. 자그레브에서 크로아티아 팀의 큰 환영 후, 모드리치와 그의 동료 선수들은 그의 고향 자다르에서 수만명의 관중들에 의하여 환영을 받았다.

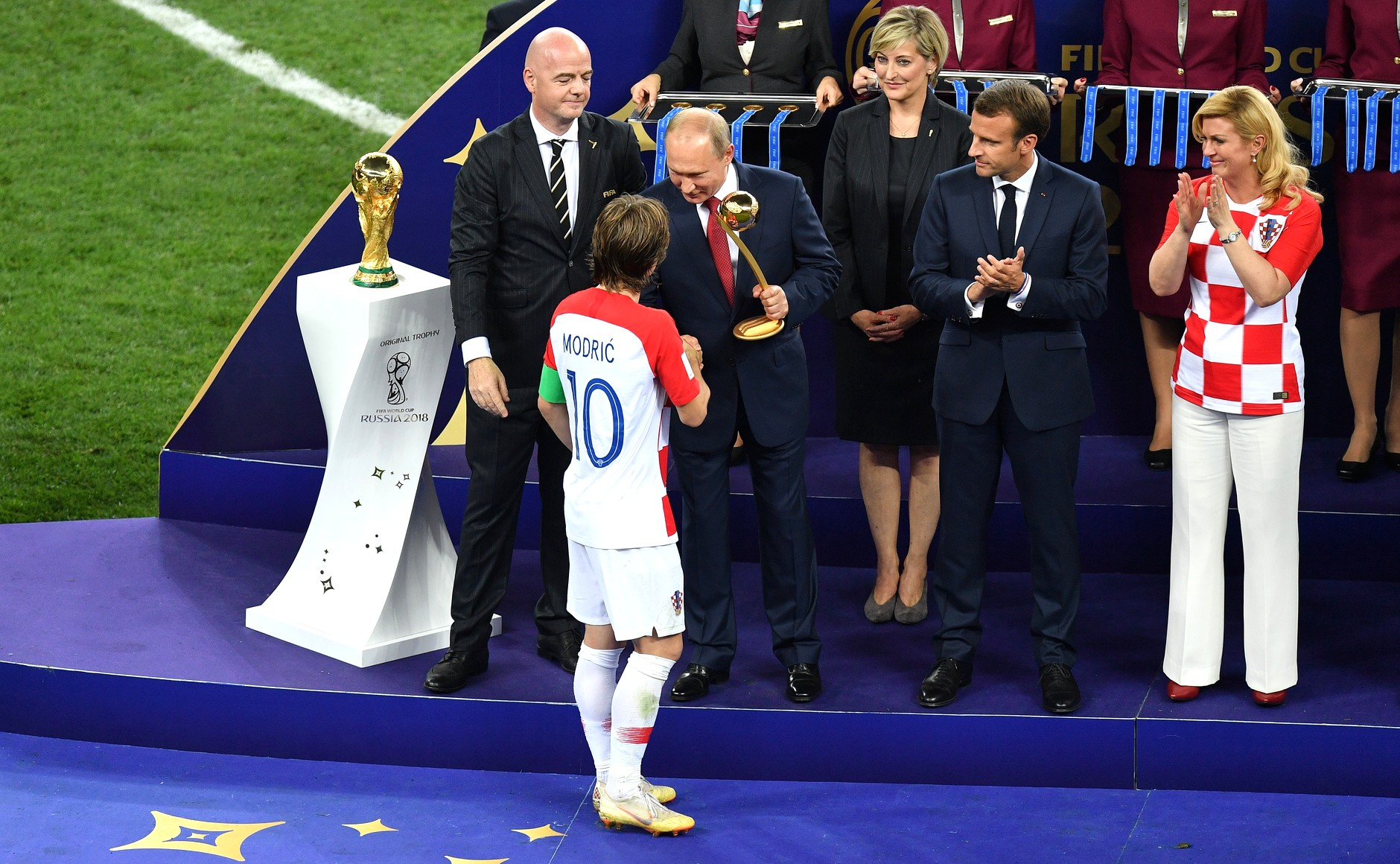
루카 모드리치가 러시아 블라디미르 푸틴 대통령에게 골든볼 상을 받고 있다.

## 추가적인 선수 정보

### 플레이스타일
"그는 근면한 선수라는 점 외에도, 축구 두뇌가 발달했고, 미드필더로서의 차분함과 평정심을 모두 지니고 있습니다. 그의 패스는 깔끔하며, 경기에 훌륭히 공헌하지요. 그는 공을 따내지만 않고, 패스에서도 빛을 발합니다. 우리는 그가 존재감을 매우 잘 드러낸다 생각합니다. 그는 단순히 근면한 것이 아니라, 그의 주변 선수들도 그를 중심으로 유기적인 활약을 펼칩니다."
작은 신체 조건의 미드필더인 모드리치는 기민하고 창조적인 플레이메이커로 수식되며, 넓은 시야를 이용해 능숙하게 공을 넘겨 경기의 흐름을 바꾸거나 홀로 먼 거리에서 골문을 열 수 있다. 그는 양발을 모두 활용할 수 있으며, 이는 민첩함과 공 없을 때에 공격적인 위치 선정 능력과 겹쳐져 강인함이 배가된다. 그는 거리를 막론하고 공을 넘길 수 있는 능력의 소유자인 것 외에도, 발 바깥쪽도 쓸 수 있고, 공다루기, 공 잡기, 위치 선정, 그리고 공의 점유와 경기 속도의 조절에도 두각을 나타낸다. 전에 공격형 미드필더로 활약했던 그는 멀리 공을 보낼 수도 공을 끌고 갈 수도 있으며, "빠른 도움"의 달인으로도 평가된다.

### 배치
모드리치의 복잡하게 풀어나가는 방식은 자신의 소속 구단에서 꾸준히 성공을 거두는데 밑바탕이 되었다. 비록 처음에 디나모 자그레브 시절과 토트넘 홋스퍼 초기에 중앙 미드필더나 공격형 미드필더를 담당했지만, 2010-11 시즌에는 공격을 조율하고 동료의 득점 기회를 창출하는 후방 플레이메이커로 중원에서 성공을 거두었다. 중앙 미드필더임에도 불구하고, 모드리치는 근면한 선수로, 플레이메이커 역할 외에도 수비형 미드필더직을 수행해 후방으로 내려가 상대의 공을 빼앗아 재빠른 역습의 시발점이 되기도 해, 세계에서 가장 범용성이 높은 선수로 평가되었고, 다수의 중원 보직을 수행하는데 부담을 드러내지 않았다. 조너선 윌슨은 4-2-3-1 배치 체계에서 모드리치가 3선의 수비형 미드필더로, 창조자나 파괴자 둘 다 아니나, 뒤에서 쇄도하거나 발로 공을 끌고가는 조율형 미드필더라고 언급했다.
더 후방에 배치되면서, 그의 득점과 도움 횟수는 줄어들었고, 경기당 득점 시도 횟수도 1.2로 감소했지만, 그는 경기에서 더 이상 득점에만 목매지 않게 되었다. 또한, 그는 선수단 내 경기당 알짜 패스 횟수가 2.06으로 2위이고, 패스 성공률도 87%로 높으며, 경기당 패스 횟수도 62.5회로 최고로, 경기당 드리블 2.2회로 가장 공을 잘 끌고 가며, 가로채기도 2.5회, 그리고 태클도 1.9회로 통계적으로 그는 프리미어리그 내의 최상위권 미드필더로 분류되었다. 2011-12 시즌에는 샤비 알론소, 안드레아 피를로, 바스티안 슈바인슈타이거, 차비 에르난데스와 더불어 통계적으로 벌써 5대 리그의 중앙 및 다목적 미드필더들 중 최상위권으로 평가되었다.
레알 마드리드 입단 후, 그가 맡는 중원 보직은 등번호 6번, (수비) 8번, (중앙) 10번 (공격) 에 해당하는 보직으로 전술에 따라 다르게 배치되었고, 2012-13 시즌에 맡은 주 임무는 샤비 알론소와 후방 플레이메이커를 담당했는데, 고전적인 플레이메이커로, 창조성을 이용해 상대 수비를 해체하는데 능력을 썼다. 2013-14 시즌 전반기에는 알론소와 앙헬 디 마리아와 중원에서 효율적으로 협력했는데, 모드리치는 56회로 라 리가에서 레알 마드리드 선수단 내 태클 1위를 기록했고, 이는 경기당 2.86에 해당하는 수치였고, 878번 상대 진영에서 공을 건내 이 부문에서도 레알 마드리드 선수단 내 1위를 기록했고, 90%로 리그 내 최고 패스 정확도를 자랑했으며, 이 기록은 유럽 5대 리그에서 5회 이상 도움을 기록한 선수로는 최고에 해당하는 통계치였다. 2014-15 시즌, 토니 크로스의 합류로, 레알 마드리드는 공격 자원을 많이 보유하게 되었지만, 중원에 더 이상 효율적이며 공을 따내는데 천부적인 능력을 발휘하는 선수가 없게 되었다. 따라서, 60.7회에서 64.7회로 경기당 최다 역습 전개 패스를 구사했으며, 알짜 패스도 경기당 0.8회에서 1.2회로 선수단 내 최다였지만, 모드리치와 크로스 모두 수비를 부담하면서 선수단의 중원을 조율해 역습을 전개해 나갔다. 모드리치의 시즌 평균 패스 성공율은 91.6%에서 92% 사이였고, 그가 최고 패스 성공율을 기록한 경기는 바르셀로나와의 10월 경기로, 42번의 패스를 100% 정확하게 배급했다. 2014년을 통틀어, 모드리치는 75번 공을 끌고 갔는데, 성공률은 76%로, 이 부문에서 유럽 5대 리그 2위였다.

### 평가

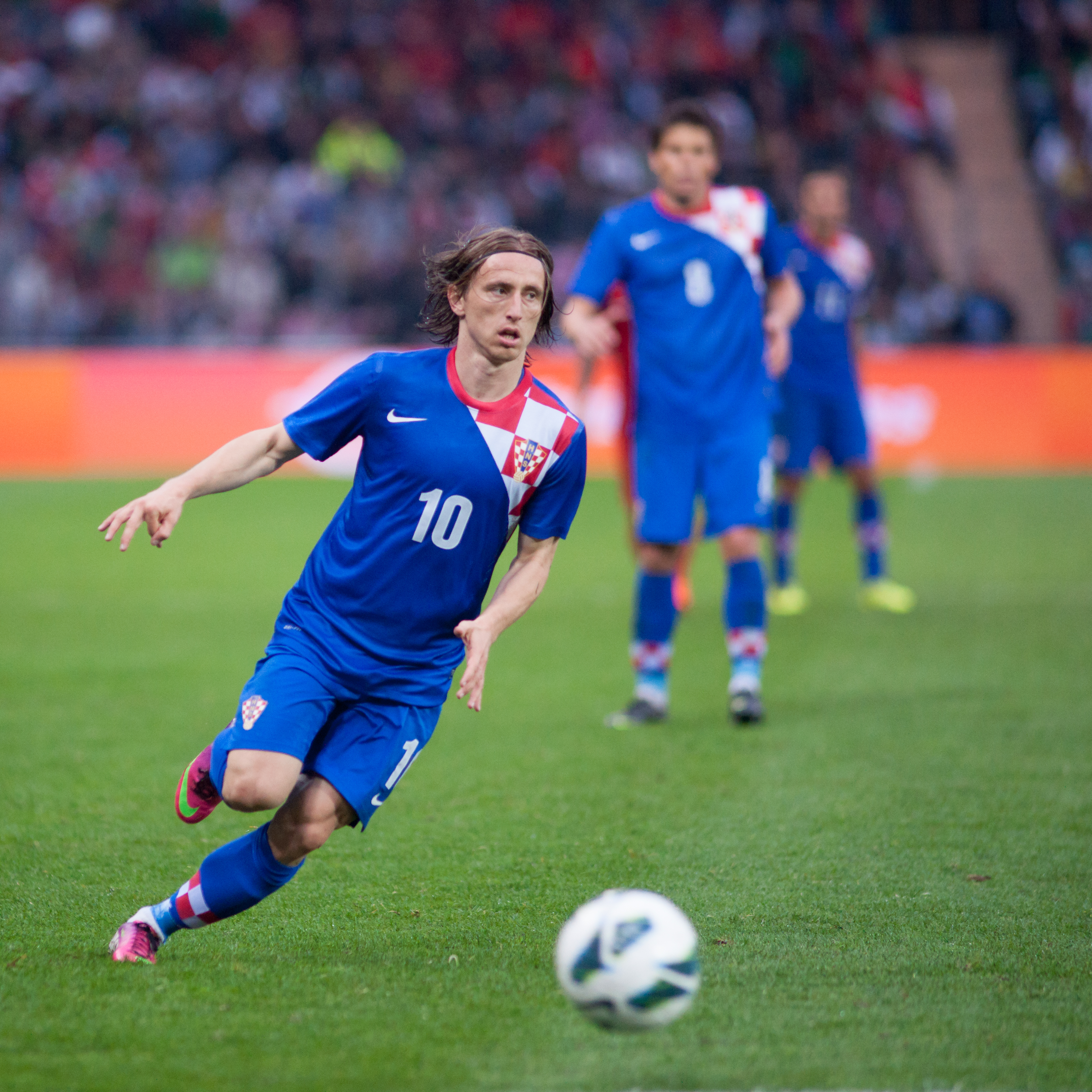
2013년 포르투갈전에 임하는 모드리치. 그는 국가대표팀에서 가장 다재다능하고 중요한 선수로 고려된다.

모드리치는 세계에서 가장 완성도가 높은 최고의 미드필더로 평가받는다. 조너선 윌슨은 모드리치가 후안 로만 리켈메와 같은 기존의 플레이메이커 (체너) 와 다른 점은 발레리 로바노우스키와 아리고 사키가 현대 축구인의 필수 요소라 주장한 수비 가담 능력을 지녀 범용성이 뛰어나다는 데에 있다고 평했다.
모드리치의 경기에서의 활약은 드라간 스토이코비치 (피크시) 가 알아보고 다음과 같이 입을 열었다: "저는 제가 하는 방식대로 경기에 임하는 작은 금발 소년을 봤습니다. 그가 현장에서 선보인 생각은 환상적이었습니다." 피크시는 그를 차비 에르난데스와 안드레스 이니에스타와 함께 가장 지적인 선수로 고려했다. 프레드라그 미야토비치는 모드리치가 "호날두와 함께 마드리드 최고의 선수"라고 치켜세웠다. 요한 크라위프는 모드리츠의 경기에서의 활약과 영향은 그가 얼마나 자유로운지와 상관이 있다고 말했다. 모드리치와 수 차례 마주쳤던 폴 스콜스는 맨체스터 이브닝 뉴스와의 2011년 인터뷰에서 "세 명 (사미르 나스리와 베슬레이 스네이더르와 함께) 중, 모드리치는 저에게 가장 강한 인상을 심어준 선수였고, [그리고] 토트넘을 상대할 때, 그는 우리가 상대한 진짜 상대였습니다"라고 회고했다. 2014년, 지네딘 지단은 모드리치를 경기에 임하는 현역 최고의 11인 중 한 명으로 꼽았다. 2017년, 로베르트 프로시네치키는 모드리치를 슈케르와 더불어 크로아티아 역사상 최고의 선수로 꼽았다.
레알 마드리드의 주제 모리뉴 전 감독은 그가 경기에 미치는 영향력, 전술적 수준, 그리고 "예술적 인지력"이 있기에 모드리치 영입을 원했다고 밝혔다. 2012년, 카를로 안첼로티는 "모드리치는 뛰어난 선수이며, 제 주관적인 생각으로, 그는 한 임무 외에도 다른 임무를 수행할 수 있어서 최고의 현역 미드필더들 중 한명이라 생각한다."라고 말해 모드리치의 미드필더로서의 기술 및 다재다능함에 찬사를 보냈다. 알렉스 퍼거슨도 그가 프리미어리그에서 뛰던 시절에 높게 평가한 선수였는데, 폴 스콜스와 견주어 봐도 손색이 없다고 말했으며, 두 선수 모두 지적인 축구 선수로 좋은 패스를 꾸준히 공급해주며, 경기를 지배하며, 신사적으로 경기한다고 덧붙였다. 슬라벤 빌리치 감독은 모드리치가 "다른 선수를 향상시키는 선수로, 모두가 그와 동행함으로써 이득을 얻습니다. 그는 이기적이지 않고, 전체를 위해 경기합니다 ... 그는 완벽한 선수입니다. 수비에 좋고, 공격에 좋고 - 그는 천부적으로 공을 발에 달고 태어난 듯합니다." 라고 언급했다. 모드리치를 칭찬한 다른 감독으로는 주제프 과르디올라와 스벤-예란 에릭손이 있다.

## 사생활
2010년 5월, 모드리치는 바냐 보스니치와 4년 간의 동행 끝에 크로아티아 수도 자그레브에서 결혼식을 올렸다. 그의 전 동료였던 베드란 초를루카가 그의 주례를 맡았다. 둘 사이에 장남 이바노가 2010년 6월 6일에 출생했다. 2013년 4월 25일, 둘째로 딸 에마가 태어났다. 2017년 10월 2일에는 소피아를 득녀했다. 모드리치는 대체로 가족과 조용한 삶을 산다.

## 기록

### 클럽 기록
2025년 5월 18일 기준
| 클럽                     | 시즌                  | 리그      | 리그 | 리그 | 컵   | 컵  | 유럽 | 유럽 |      |     | 합계 | 합계 |
| 클럽                     | 시즌                  | 단계      | 출장 | 골   | 출장 | 골  | 출장 | 골   | 출장 | 골  | 출장 | 골   |
| ------------------------ | --------------------- | --------- | ---- | ---- | ---- | --- | ---- | ---- | ---- | --- | ---- | ---- |
| 즈린스키 모스타르 (임대) |                       |           |      |      |      |     |      |      |      |     |      |      |
| 2003–04                  | 보스니아 프리미어리그 | 22        | 8    | 0    | 0    | 0   | 0    |      |      | 22  | 8    |      |
| 인테르 자프레시치 (임대) |                       |           |      |      |      |     |      |      |      |     |      |      |
| 2004–05                  | 프르바 HNL            | 18        | 4    | 0    | 0    | 0   | 0    |      |      | 18  | 4    |      |
| 디나모 자그레브          | 프르바 HNL            |           |      |      |      |     |      |      |      |     |      |      |
| 2004–05                  | 프르바 HNL            | 7         | 0    | 1    | 0    | 0   | 0    |      |      | 8   | 0    |      |
| 2005–06                  | 프르바 HNL            | 32        | 7    | 1    | 0    | 0   | 0    |      |      | 33  | 7    |      |
| 2006–07                  | 프르바 HNL            | 30        | 6    | 8    | 2    | 6   | 0    | 1    | 1    | 44  | 8    |      |
| 2007–08                  | 프르바 HNL            | 25        | 13   | 8    | 1    | 10  | 3    |      |      | 43  | 17   |      |
| 합계                     | 합계                  | 94        | 26   | 17   | 2    | 18  | 3    | 1    | 1    | 130 | 32   |      |
| 토트넘 홋스퍼            |                       |           |      |      |      |     |      |      |      |     |      |      |
| 2008–09                  | 프리미어리그          | 34        | 3    | 6    | 1    | 4   | 1    |      |      | 44  | 5    |      |
| 2009–10                  | 프리미어리그          | 25        | 3    | 7    | 0    | 0   | 0    |      |      | 32  | 3    |      |
| 2010–11                  | 프리미어리그          | 32        | 3    | 2    | 0    | 9   | 1    |      |      | 43  | 4    |      |
| 2011–12                  | 프리미어리그          | 36        | 4    | 2    | 0    | 2   | 1    |      |      | 40  | 5    |      |
| 합계                     | 합계                  | 127       | 13   | 18   | 1    | 15  | 3    |      |      | 160 | 17   |      |
| 레알 마드리드            |                       |           |      |      |      |     |      |      |      |     |      |      |
| 2012–13                  | 라 리가               | 33        | 3    | 9    | 0    | 11  | 1    | 1    | 0    | 53  | 4    |      |
| 2013–14                  | 라 리가               | 34        | 1    | 6    | 0    | 11  | 1    |      |      | 51  | 2    |      |
| 2014–15                  | 라 리가               | 16        | 1    | 2    | 0    | 7   | 0    | 3    | 0    | 25  | 1    |      |
| 2015–16                  | 라 리가               | 32        | 2    | 0    | 0    | 12  | 1    |      |      | 44  | 3    |      |
| 2016–17                  | 라 리가               | 25        | 1    | 2    | 0    | 14  | 0    | 3    | 0    | 41  | 1    |      |
| 2017-18                  | 라 리가               | 26        | 1    | 2    | 0    | 14  | 1    | 4    | 0    | 43  | 2    |      |
| 2018-19                  | 라 리가               | 34        | 3    | 3    | 0    | 6   | 0    | 3    | 1    | 46  | 4    |      |
| 2019-20                  | 라 리가               | 31        | 3    | 1    | 0    | 6   | 1    | 2    | 1    | 40  | 5    |      |
| 2020-21                  | 라 리가               | 35        | 5    | 0    | 0    | 12  | 1    | 1    | 0    | 48  | 6    |      |
| 2021-22                  | 라 리가               | 28        | 2    | 2    | 0    | 13  | 0    | 2    | 1    | 45  | 3    |      |
| 2022-23                  | 라 리가               | 33        | 4    | 4    | 0    | 10  | 2    | 5    | 0    | 52  | 6    |      |
| 2023-24                  | 라 리가               | 32        | 2    | 1    | 0    | 11  | 0    | 2    | 0    | 46  | 2    |      |
| 2024-25                  | 라 리가               | 34        | 2    | 5    | 2    | 14  | 0    | 3    | 0    | 56  | 4    |      |
| 합계                     | 합계                  | 393       | 30   | 34   | 2    | 138 | 8    | 29   | 3    | 590 | 43   |      |
| 경력 합계                | 경력 합계             | 경력 합계 | 657  | 81   | 69   | 5   | 167  | 14   | 30   | 4   | 923  | 104  |

1. ↑  흐르바츠키 쿠프, 흐르바츠키 수페르쿠프, FA컵, 풋볼 리그 컵, 코파 델 레이, 그리고 수페르코파 데 에스파냐 경기 포함
2. ↑  UEFA 슈퍼컵 및 FIFA 클럽 월드컵 경기 포함

### 국가대표팀
2018년 7월 15일 기준
| 크로아티아 국가대표팀 | 크로아티아 국가대표팀 | 크로아티아 국가대표팀 |
| 연도                  | 출장                  | 골                    |
| --------------------- | --------------------- | --------------------- |
| 2006                  | 12                    | 2                     |
| 2007                  | 10                    | 1                     |
| 2008                  | 11                    | 3                     |
| 2009                  | 3                     | 1                     |
| 2010                  | 8                     | 0                     |
| 2011                  | 9                     | 1                     |
| 2012                  | 9                     | 0                     |
| 2013                  | 10                    | 0                     |
| 2014                  | 11                    | 2                     |
| 2015                  | 4                     | 0                     |
| 2016                  | 8                     | 1                     |
| 2017                  | 8                     | 1                     |
| 2018                  | 10                    | 2                     |
| 합계                  | 113                   | 14                    |

#### 국가대표팀 득점 기록
2018년 7월 15일 기준. 아래의 점수에서 왼쪽의 점수가 크로아티아의 점수이며, 점수 열은 모드리치의 득점 이후의 점수 상황을 나타낸다.
| #  | 날짜             | 경기장                                              | 상대         | 점수 | 최종결과 | 대회                      |
| -- | ---------------- | --------------------------------------------------- | ------------ | ---- | -------- | ------------------------- |
| 1  | 2006년 8월 16일  | 아르만도 피키, 리보르노, 이탈리아                   | 이탈리아     | 2–0  | 2–0      | 친선경기                  |
| 2  | 2006년 10월 7일  | 스타디온 막시미르, 자그레브, 크로아티아             | 안도라       | 7–0  | 7–0      | UEFA 유로 2008 예선전     |
| 3  | 2007년 2월 7일   | 스타디온 칸트리다, 리예카, 크로아티아               | 노르웨이     | 2–0  | 2–1      | 친선경기                  |
| 4  | 2008년 6월 8일   | 에른스트 하펠 슈타디온, 빈, 오스트리아              | 오스트리아   | 1–0  | 1–0      | UEFA 유로 2008            |
| 5  | 2008년 9월 6일   | 스타디온 막시미르, 자그레브, 크로아티아             | 카자흐스탄   | 2–0  | 3–0      | 2010년 FIFA 월드컵 예선전 |
| 6  | 2008년 10월 15일 | 스타디온 막시미르, 자그레브, 크로아티아             | 안도라       | 3–0  | 4–0      | 2010년 FIFA 월드컵 예선전 |
| 7  | 2009년 6월 6일   | 스타디온 막시미르, 자그레브, 크로아티아             | 우크라이나   | 2–2  | 2–2      | 2010년 FIFA 월드컵 예선전 |
| 8  | 2011년 9월 6일   | 스타디온 막시미르, 자그레브, 크로아티아             | 이스라엘     | 1–1  | 3–1      | UEFA 유로 2012 예선전     |
| 9  | 2014년 9월 9일   | 스타디온 막시미르, 자그레브, 크로아티아             | 몰타         | 1–0  | 2–0      | UEFA 유로 2016 예선전     |
| 10 | 2014년 10월 13일 | 스타디온 그라드스키 브르트, 오시예크, 크로아티아    | 아제르바이잔 | 5–0  | 6–0      | UEFA 유로 2016 예선전     |
| 11 | 2016년 6월 12일  | 파르크 데 프랭스, 파리, 프랑스                      | 튀르키예     | 1–0  | 1–0      | UEFA 유로 2016            |
| 12 | 2017년 11월 9일  | 스타디온 막시미르, 자그레브, 크로아티아             | 그리스       | 1–0  | 4–1      | 2018년 FIFA 월드컵 예선전 |
| 13 | 2018년 6월 16일  | 칼리닌그라드 스타디움, 칼리닌그라드, 러시아         | 나이지리아   | 2–0  | 2–0      | 2018년 FIFA 월드컵        |
| 14 | 2018년 6월 21일  | 니즈니노브고로드 스타디움, 니즈니노브고로드, 러시아 | 아르헨티나   | 2–0  | 3–0      | 2018년 FIFA 월드컵        |

## 우승

#### 디나모 자그레브
- 프르바 HNL: 2005–06, 2006–07, 2007–08
- 크로아티아 컵 : 2006–07, 2007–08
- 크로아티아 슈퍼컵 : 2006

#### 레알 마드리드
- 라 리가: 2016–17, 2019-20, 2021-22
- 코파 델 레이: 2013–14, 2022-23
- 수페르코파 데 에스파냐: 2012, 2017, 2019, 2021
- UEFA 챔피언스리그: 2013–14, 2015–16, 2016–17, 2017–18, 2021-22
- UEFA 슈퍼컵: 2014, 2016, 2017, 2022
- FIFA 클럽 월드컵: 2014, 2016, 2017, 2018, 2022

#### 크로아티아 국가대표팀
- 월드컵 : 준우승 (2018)[229], 3위 (2022)
- UEFA 네이션스리그 : 준우승 (2022-23)

## 개인 수상
- 발롱도르 : 2018
- FIFA 올해의 선수 : 2018
- UEFA 올해의 선수 : 2017-18
- UEFA 챔피언스리그 최우수 미드필더 : 2016-17, 2017-18[149]
- FIFA/FIFPro 월드 베스트 XI : 2015,[14] 2016,[15] 2017[16], 2018, 2019, 2022
- UEFA 올해의 팀 : 2016,[17] 2017[230], 2018
- 보스니아 프리미어리그 올해의 선수: 2003
- 크로아티아 올해의 신인 선수: 2004
- HNL 올해의 선수: 2007
- 프르바 HNL 올해의 선수: 2007
- SN 노란 셔츠상: 2007–08
- 크로아티아 올해의 축구 선수: 2007, 2008, 2011, 2014, 2016, 2017, 2018, 2019, 2020, 2021, 2022, 2023
- 푸트발 오스카르 최우수 크로아티아 선수: 2013, 2014, 2015, 2016, 2017, 2018, 2019, 2020, 2021, 2022
- HNS 트로피 최우수 크로아티아 선수 : 2018[231]
- 토트넘 홋스퍼 올해의 선수: 2010–11
- UEFA 챔피언스리그 시즌의 스쿼드 : 2013–14,[110] 2015–16,[137] 2016–17,[147] 2017–18, 2020-21, 2021-22
- 라리가 베스트 미드필더: 2013–14,[232] 2015–16[139]
- 라리가 시즌의 팀: 2015–16[138]
- FIFA 클럽 월드컵 : 골든볼 (2017), 실버볼 (2016)
- ESM 올해의 팀 : 2021-22
- 레알 마드리드 올해의 선수 : 2019-20
- 월드사커 올해의 선수 : 2018
- AIPS 올해의 운동선수 : 2018
- 마르카 레전드 : 2022
- 골든풋 : 2019
- 자다르 시 어워드 : 2018
- 자다르 시 명예 시민권 : 2018
- HOO 올해의 운동선수 : 2018

#### 국가 대표
- FIFA 월드컵 : 골든볼, 드림팀, 판타지팀 (이상 2018)
- FIFA 월드컵 브론즈볼 : 2022
- UEFA 유로 올스타팀 : 2008
- UEFA 유로 2008 MoM : vs. 독일 (조별리그)
- UEFA 유로 2016 MoM : vs. 터키 (조별리그)
- UEFA 유로 2020 MoM : vs. 체코 (조별리그)
- 2018년 FIFA 월드컵 MoM : vs. 나이지리아, vs. 아르헨티나 (이상 조별리그), vs. 러시아 (8강전)
- 2022년 FIFA 월드컵 MoM : vs. 모로코, 벨기에 (조별리그)

#### 서훈
- 브라니미르 공작 훈장 : 2018

## 같이 보기
- A매치 100경기 이상 출전한 축구 선수 명단

## 참고 문헌
- Azpitarte, Vicente; Puertas, José Manuel (2016). 《Luka Modric: El hijo de la guerra》 (스페인어). Al Poste Ediciones. ISBN 978-84-15726-61-6.